# 에콰토리아 지방

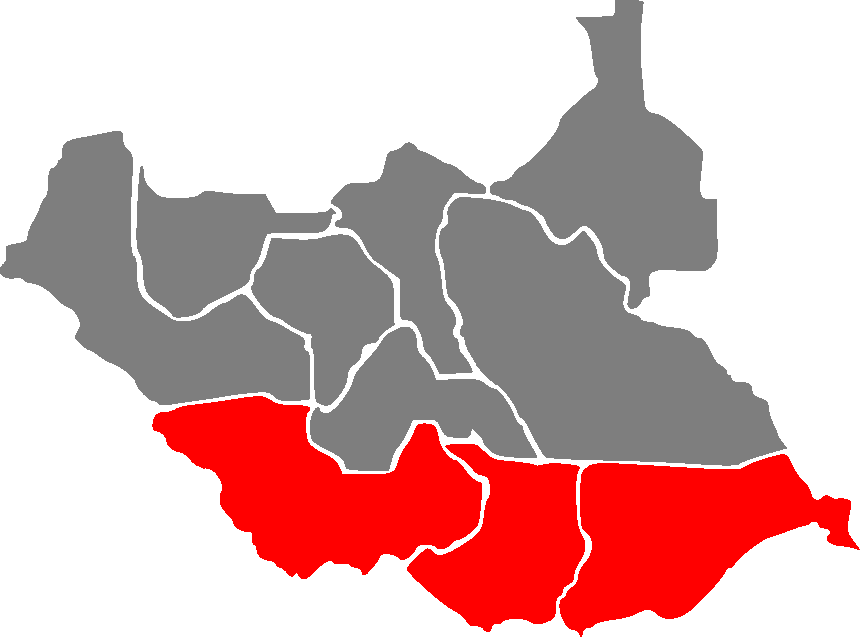
에콰토리아의 위치

에콰토리아(Equatoria)는 남수단 남부에 위치한 지방으로 면적은 195,847.67km2, 인구는 2,628,747명(2008년 기준), 인구 밀도는 13명/km2이다. 백나일강 상류까지 뻗어 있으며 동에콰토리아 주, 서에콰토리아 주, 중앙에콰토리아 주가 이 지방에 속한다.